# Nonciature apostolique en Hongrie
La nonciature apostolique en Hongrie constitue la représentation officielle du Saint-Siège à Budapest, où réside le nonce apostolique.

## Histoire
Établie à partir de 1920 avec la régence de Hongrie, la nonciature apostolique est contrainte de fermer en 1945 avec l’établissement d’un gouvernement communiste. La nonciature rouvre ses portes en 1990 avec la chute de la République populaire hongroise.

## Nonces apostoliques à Budapest
- Lorenzo Schioppa (en) (1920-1925), également archevêque titulaire de Mocissus (de)
- Cesare Orsenigo (1925-1930), également archevêque titulaire de Ptomélaïs-en-Libye (de)
- Angelo Rotta (1930-1945), également archevêque titulaire de Thèbes (de)

Interruption des relations entre 1945 et 1990
- Angelo Acerbi (1990-1997), également archevêque titulaire de Zella (de)
- Karl-Josef Rauber (1997-2003), également archevêque titulaire d'Iubaltiana (de)
- Juliusz Janusz (2003-2011), également archevêque titulaire de Caprulae (de)
- Alberto Bottari de Castello (2011-2017), également archevêque titulaire de Foratiana (de)
- Michael Blume (2018[1]-2021), également archevêque titulaire d'Alexanum (de)
- Michael Banach (2022[2]-en cours), également archevêque titulaire de Memphis (de)